# Daniele Apolloni
Daniele Apolloni (Thiene, 22 novembre 1961) è un politico italiano.

## Biografia

### Famiglia e Studi
Figlio di Eraldo Apolloni, commerciante (Carrè, 11 marzo 1929 – Thiene, 29 settembre 1981) e di Antonietta Ciscato, casalinga (Thiene, 10 settembre 1932 – Thiene, 16 aprile 2014). Dopo aver frequentato le scuole dell’obbligo a Thiene,  si diploma nel 1980 presso l’Istituto Tecnico Commerciale Aulo Ceccato di Thiene con la maturità tecnica di ragioniere e perito commerciale. Il 30 giugno 2009 a Thiene nasce sua figlia Chanel Dilecta Apolloni.

### Attività professionali
Dal 1986 intraprende la gestione di patrimoni immobiliari diventando amministratore di condomini. Dal 1994 diviene editore e giornalista iscritto all’Albo Regionale dei Giornalisti del Veneto. Dirige la testata "IL CONDOMINIO" e pubblica anche un libro in materia condominiale dal titolo “L’Amministratore di Condominio” della casa editrice Hoepli di Milano.

### Attività istituzionale e politica
Attivista in politica fin da giovane a 18 anni viene candidato nella lista del Partito Liberale come Consigliere Comunale nel suo Comune Thiene. Nei successivi anni milita nella Liga Veneta con Franco Rocchetta e Marilena Marin poi nella Lega Nord con Umberto Bossi. Tra il 1991 e 1994 ricopre il ruolo di revisore dei conti della segreteria provinciale della Liga Veneta-Lega Nord, segretario cittadino e segretario politico della sezione di Thiene delle Lega Nord.
Nelle elezioni amministrative del 1995 viene candidato a  Sindaco del Comune di Thiene e diventa Vice Sindaco e Assessore ai Lavori Pubblici.

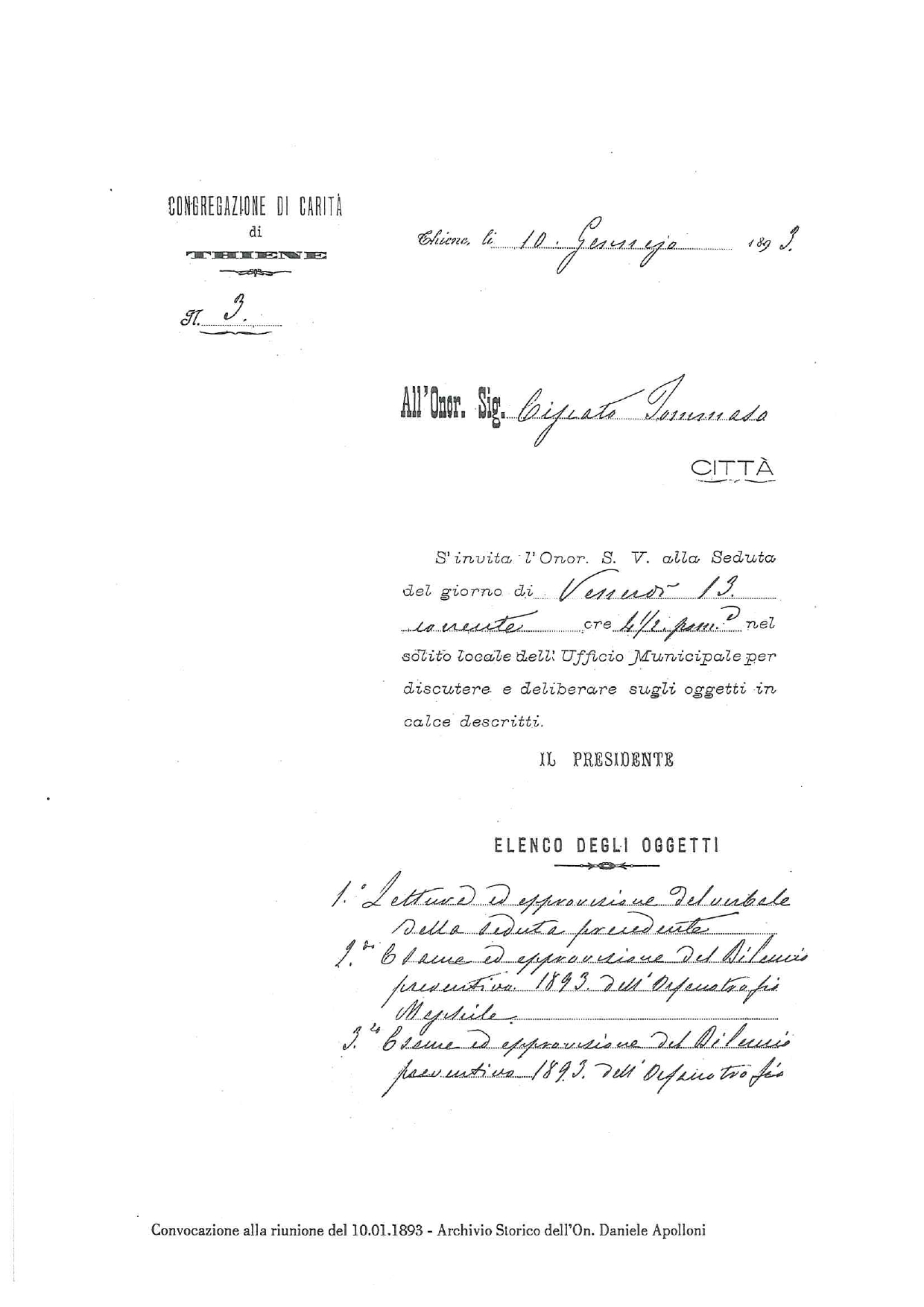
Atto Congregazione Carità n°2

Alle elezioni politiche del 21 aprile 1996  viene eletto alla Camera di Deputati per la Lega Nord con il 58,78% dei voti. È stato membro della V Commissione Bilancio, Tesoro e Programmazione, della VIII Commissione Ambiente, Territorio e Lavori Pubblici e Segretario della XIV Commissione  Politiche dell’Unione Europea. Il presidente della Camera dei Deputati on Luciano Violante  lo ha nominato membro della Delegazione parlamentare presso la Conferenza dell’Iniziativa Centro-Europe (INCE)  e  del Comitato parlamentare di controllo sull’attuazione ed il funzionamento della Convenzione di applicazione dell’Accordo di Schengen.
Nel 1997 diventa   Presidente del Working Transport dai paesi dell’est Europa.
A suo nome sono state presentate 31 Proposte di Legge, 206 Progetti di legge, 374 Interrogazioni Parlamentari, 34 Ordine del Giorno,  72 interventi in Assemblea,  40 interventi nella discussione di Proposte di Legge e 529 Atti di indirizzo e controllo.
Suo l’emendamento nella finanziaria del 1998 che ha rivoluzionato le gestione dei Condomini, teso a considerare il Condominio come un ente di gestione patrimoniale di beni in godimento soggetto all’articolo 23 della legge 600, facendo diventare il Condomino “sostituto d’imposta”.
Esce dalla Lega Nord per conflitti interni e si iscrive il 15 dicembre 1999 al Gruppo Parlamentare dell’U.D.EUR  Unione Democratica per l’Europa con il collega on Clemente Mastella  di cui lo nomina il 07 febbraio 2000 Segretario del Gruppo alla Camera di Deputati.
A maggio del 2001  viene candidato da Mastella  per l’Ulivo per la XIV Legislatura ma non viene eletto per pochi voti.

### Attività dopo la politica

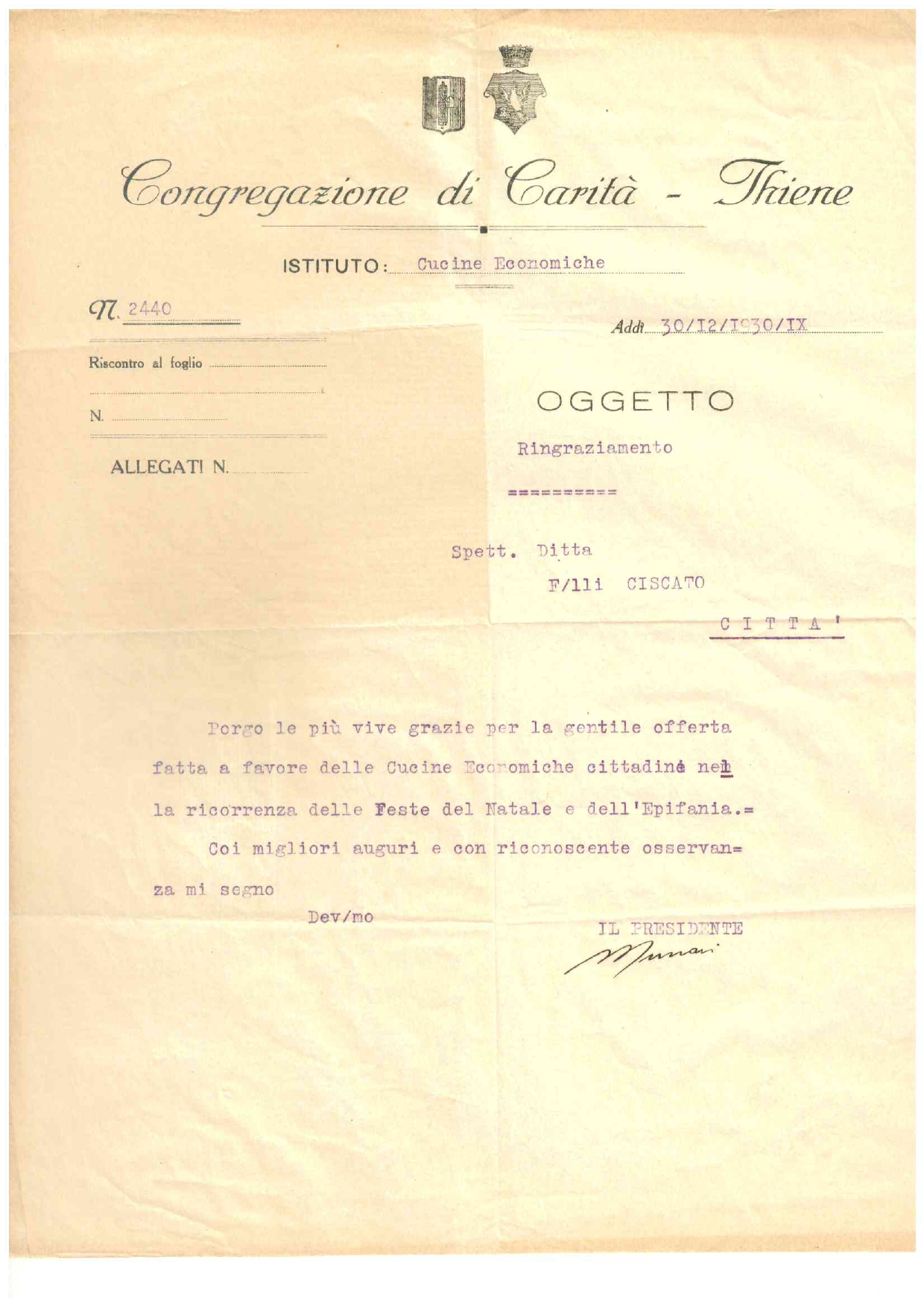
Atto Congregazione Carità n°1

Mantiene a tutt’oggi tutte le attività professionali intraprese,  specializzandosi  nel campo amministrativo  condominiale, iscritto nell’Albo dei Consulenti Tecnici del Tribunale di Vicenza e Perito ed Esperto presso  la Camera di Commercio di Vicenza in materia condominiale. Ancora oggi dirige la testata "Il Condominio".

## Altri incarichi
Presidente Provinciale e fondatore dell’ALIA  “Associazione liberi imprenditori autonomisti del Veneto della Liga Veneta – Lega Nord
Presidente Provinciale dell’ANACI  Associazione Nazionale Amministratori Condominiali e Immobiliari della Provincia di Vicenza
Presidente e fondatore del  Comitato per il proseguimento dell’Autostrada Valdastico-Trento.
Presidente e fondatore della nuova Onlus "Congregazione di Carià" ex del Comune di Thiene, di cui la famiglia Ciscato faceva parte già nel 1892